# Decadência (série télévisée)
 (octobre 2020).
Decadência est une série télévisée brésilienne en douze épisodes de 60 minutes créée par Dias Gomes et diffusée du 5 au 22 septembre 1995 sur la chaine Rede Globo au Brésil et à l'international[réf. nécessaire].

## Synopsis
En 1970, le juge Tavares Branco accepte d'élever un garçon orphelin, Mariel, qui reste sous la garde de la femme de chambre Jandira. Mariel grandit et devient le chauffeur de la famille, mais finit par se rapprocher de Carla, la plus jeune de la maison, et est expulsé de la maison, après une accusation de viol.
Quelques années plus tard, Mariel trouve Jandira, qui a toujours eu un amour pour l'ancien chauffeur. Elle l'emmène dans un service d'une église néo-charismatique et Mariel trouve le salut. Cinq ans plus tard, il devient millionnaire après avoir fondé une église, le Temple de la Flamme Divine, devenue une megachurch, alors que ses anciens maîtres s'appauvrissent. Mais les mêmes sentiments du passé continuent de relier la nouvelle vie de Mariel à l'univers des Tavares Branco: la passion pour Carla.
Bien qu’ils s’aiment, Mariel et Carla ont des idéaux de vie différents: il a l’intention de grandir de plus en plus avec son église et elle, très politisée, vote pour le  Parti des travailleurs et n’accepte pas sa façon d’agir contraire à l’éthique.

## Distribution
- Edson Celulari : Mariel Batista
- Adriana Esteves : Carla Tavares Branco
- Raul Gazolla (pt) : Victor Prata
- Zezé Polessa (pt) : Jandira
- Stênio Garcia (pt) : Albano Tavares Branco Filho
- Ingra Lyberato : Rafaela Couto Neves
- Milton Gonçalves (pt) : Jovildo Siqueira
- Maria Padilha : Sônia Tavares Branco
- Ariclê Perez (pt) : Celeste Tavares Branco
- Betty Gofman : Suzana Tavares Branco
- Oswaldo Loureiro (pt) : Emiliano Couto Neves
- Cibele Larrama (pt) : Mariana
- Antonio Calloni (pt) : Cleto
- Patrícia Lopes : Nanci
- Leonardo José : Vicentinho
- Patrícia Naves (pt) : Sueli
- Rafael Mondego : Neco